# Hangstein
Der Hangstein ist heute ein fast vollständig bewaldeter Berg am Rennsteig im Wartburgkreis. Seine Höhe beträgt 483,3 m ü. HN, er ist somit die höchste Erhebung in der Gemeinde Wutha-Farnroda. Der Berg besteht aus Rotliegendem (das Gestein ist in Westthüringen auch als Wartburg-Konglomerat bekannt).
In Gipfelnähe treffen die Fluren der Ortsteile Mosbach (Wutha-Farnroda) und Ruhla aufeinander.
Der Rest einer Hochweide, die „Fuchswiese“ ist der südwestlichste Punkt von Wutha-Farnroda. Der nahe „Ochsenstall“ in der „Mosbacher Hölle“, eine bei Wanderern beliebte Klamm, befindet sich am Nordhang des Hangsteins. Er gilt nach örtlicher Überlieferung als sicherer Versteckplatz für das Vieh der Mosbacher Bauern in den Zeiten des Dreißigjährigen Krieges und des Siebenjährigen Krieges. Da es immer genug Wasser und Futter in dem winzigen Tal gab, verrieten sich die Tiere nicht durch lautes Brüllen.
Eine weitere Sage berichtet „Von den schönen Unbekannten“:
Jeweils zur Kirmeszeit erscheinen am Hangstein zwei bildhübsche Jungfrauen, die mit ihrem Liebreiz die Mosbacher Jünglinge betören. Berauscht vom Tanz, Bier oder Wein folgten die mutigsten Burschen den beiden zu einem Stelldichein an einer Quelle unter dem Hangstein. Meist fand man jene Burschen dann am folgenden Morgen mit zerschmetterdem Körper am Fuß der Felsen liegend.
Am Hangstein befinden sich an den Flanken des Berges einige weit über 10 m hohe Felspartien, die von Klettersportlern zum Trainieren aufgesucht werden. Über den Hangstein verläuft ein relativ kurzer und mäßig steiler Wanderweg von der Ortslage Mosbach zum Rennsteig.

## Einzelnachweise

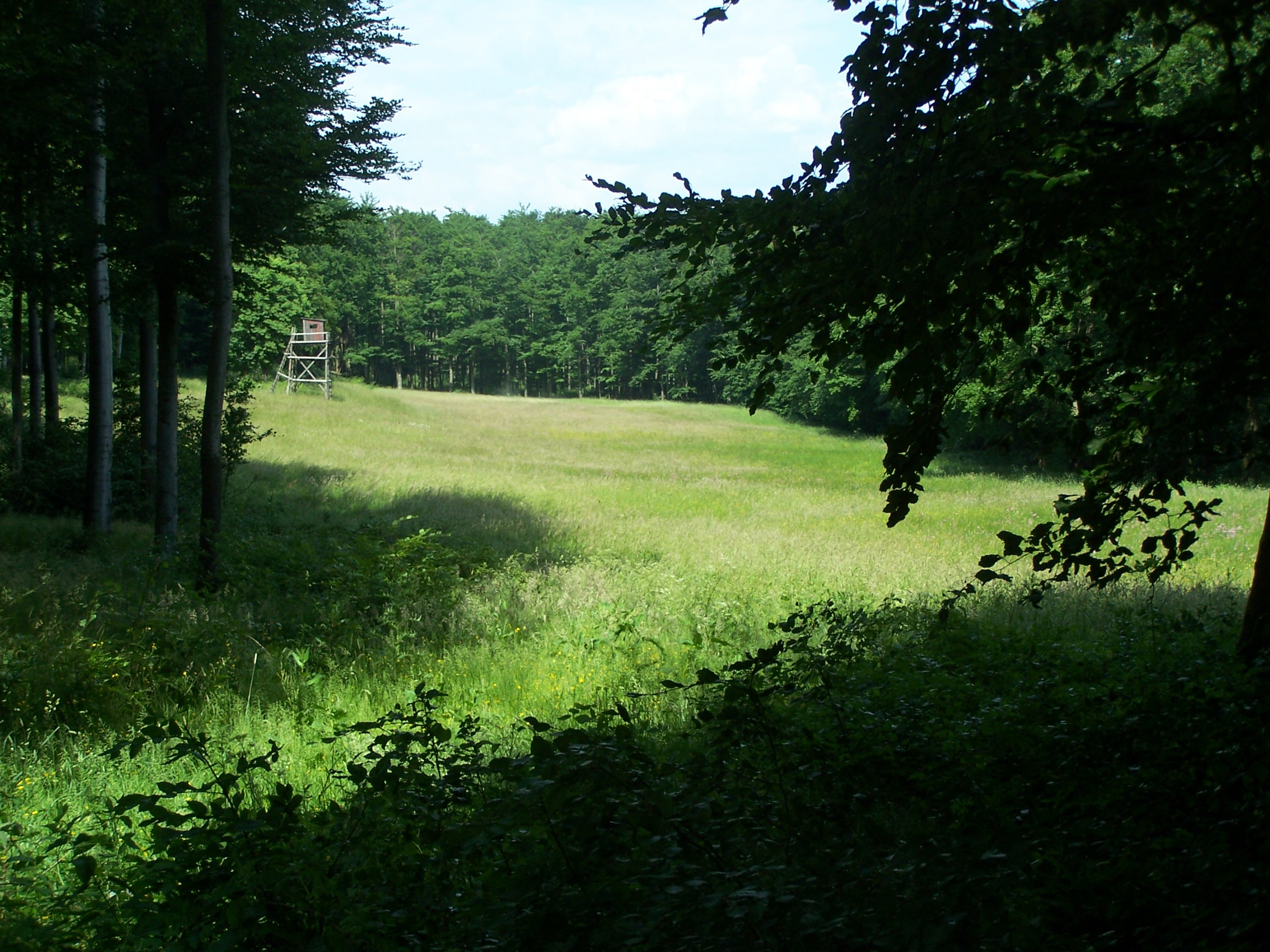
Blick über die Fuchswiese, eine zu Mosbach gehörige Hochweide am Rennsteig auf dem Hangstein.